# Pic du Midi de Bigorre
Pic du Midi de Bigorre – szczyt górski położony we francuskiej części Pirenejów, w departamencie Pireneje Wysokie.
Na szczycie Pic du Midi de Bigorre znajduje się obserwatorium astronomiczne, położone na wysokości 2877 m n.p.m.

## Obserwatorium
Prace konstrukcyjne nad budową obserwatorium rozpoczęły się w 1878 roku i zostały oficjalnie ukończone w roku 1908. W 1946 rozpoczęto prace nad rozbudową obserwatorium; wtedy też powstały pierwsze kopuły obserwacyjne. W 1958 roku zamontowano spektrometr, a w 1963 roku NASA sfinansowała zakup oraz montaż 42-calowego teleskopu, który miał pomóc w realizacji misji Apollo na Księżyc. W 1980 roku na szczycie Pic du Midi zbudowano 28-metrową kolumnę, która została przeznaczona dla budowy dwumetrowego teleskopu Bernard Lyot oraz jego ochrony przed niekorzystnymi warunkami atmosferycznymi. Obecnie teleskop Bernard Lyot pozostaje największym teleskopem znajdującym się na terenie Francji.
Dzisiaj obserwatorium jest popularnym miejscem spotkań pasjonatów astronomii z całego świata. Od 1982 roku istnieje grupa miłośników astronomii o nazwie T60 – od nazwy jednego z teleskopów obserwacyjnych, znajdujących się na Pic du Midi.

## W fikcji
Góra Pic du Midi oraz obserwatorium na szczycie góry stanowią jedną ze scenerii gry komputerowej Rainbow Six: Vegas 2.